# Представники міжнародних організацій в Україні
Представники міжнародних організацій в Україні
1. Алтай Ефендієв — Генеральний секретар Організації за Демократію та Економічний Розвиток — ГУАМ
2. Александер Вінніков — Глава Представництва НАТО
3. Ніл Грант Вокер — Координатор системи ООН, Представник Програми розвитку ООН
4. Матті Маасікас — Глава Представництва Європейського Союзу, Посол
5. Манфред Профазі — Глава Представництва Міжнародної організації з міграції
6. Шевкі Аджунер — Директор Представництва Європейського банку реконструкції та розвиитку
7. пані Лілія Чернявська — Глава Постійного представництва Європейського інвестиційного банку
8. Куртіс Белаяч — Виконавчий директор Українського науково-технологічного центру
9. пані Джованна Барберіс — Глава Представництва ЮНІСЕФ
10. Вайдотас Верба — Координатор проектів ОБСЄ
11. Алан Ешліман — Глава Місії Міжнародного Комітету Червоного Хреста
12. Пабло Матеу — Представник Управління Верховного Комісіара ООН у справах біженців
13. Каспар Вільгельмус Марія Пік — Представник Фонду народонаселення ООН
14. пані Дорте Еллехаммер — Глава Офісу Всесвітньої продовольчої програми ООН
15. Мортен Енберг — Глава Офісу Ради Європи, Представник Генерального секретаря Ради Європи з координації програм співробітництва
16. пані Сату Кахконен — Директор Світового Банку в Україні, Білорусі та Молдові
17. пані Марте Еверард — Глава Бюро Всесвітньої організації з питань охорони здоров'я
18. Горхмаз Гусейнов — Представництво Міжнародної Федерації Товариств Червоного Хреста та Червоного Півмісяця
19. Армен Чобанян — Глава Офісу Управління ООН з обслуговування проектів
20. Джейсон Брет Пелмар — Глава регіонального представництва Міжнародної фінансової корпорації в Україні та Білорусі
21. Карл Йоста Люнгман — Постійний представник Міжнародного валютного фонду
22. Ертурул Апакан — Глава Спеціальної моніторингової місії ОБСЄ